# الکساندر ژاردن
الکساندر ژاردن (فرانسوی: Alexandre Jardin‎؛ زادهٔ ۱۴ آوریل ۱۹۶۵) یک تهیه‌کننده فیلم، رمان‌نویس، فیلم‌نامه‌نویس، نویسنده، و کارگردان فیلم اهل فرانسه است.
الکساندر مانند پدرش، پاسکال ژاردن (۱۹۳۴–۱۹۸۰) که نویسنده و فیلمنامه‌نویس بود، مدرک علوم سیاسی دریافت کرد. او در حین تحصیل در دانشگاه، اولین رمان خود، «بی‌پروا» را نوشت که برای آن جایزه ادبی فرانسه را برای بهترین رمان اول در سال ۱۹۸۶ دریافت کرد.
از جمله فیلم‌های وی می‌توان به فان‌فان و بله اشاره کرد.
وی همچنین برندهٔ جوایزی همچون جایزه فمینا (۱۹۸۸) و جایزه اولین رمان شده است.